# Beach volley agli XI Giochi sudamericani
Il beach volley agli XI Giochi sudamericani si è svolto presso l'Estadio Félix Capriles a Cochabamba dal 3 al 7 giugno 2018.

## Donne
| Evento                            | Oro                                           | Argento                                  | Bronzo                                     |
| Beach volley femminile (dettagli) | Michelle Valiente Patricia Caballero Paraguay | Gabriela Brito Norisbeth Agudo Venezuela | Erika Mongelos Gabriela Filippo Paraguay 2 |

## Uomini
| Evento                           | Oro                                | Argento                                | Bronzo                               |
| Beach volley maschile (dettagli) | Carlos Rangel Jose Gomez Venezuela | Gastón Baldi Hans Hannibal Uruguay M 1 | Esteban Grimalt Marco Grimalt Cile 1 |

## Medagliere
| Posizione | Paese     | Oro | Argento | Bronzo | Totale |
| --------- | --------- | --- | ------- | ------ | ------ |
| 1         | Venezuela | 1   | 1       | 0      | 2      |
| 2         | Paraguay  | 1   | 0       | 1      | 2      |
| 3         | Uruguay   | 0   | 1       | 0      | 1      |
| 4         | Cile      | 0   | 0       | 1      | 1      |
| Totale    | Totale    | 2   | 2       | 2      | 6      |